# 9784 Yotsubashi
9784 Yotsubashi (1994 YJ1) là một tiểu hành tinh vành đai chính được phát hiện ngày 31 tháng 12 năm 1994 bởi T. Kobayashi ở Oizumi.